# 魔法門之冠軍對決
《魔法門之冠軍對決》是由育碧開發在線集換式卡牌遊戲。遊戲基於《魔法門》與《魔法門之英雄無敵》系列設計，英文版於2012年發行，育碧中国於2014年開始在中國大陸營運中文版。遊戲在Microsoft Windows和iOS平台上都有推出，但二個平台的帳號並不共通，不過可以跨平台對戰。
遊戲以《魔法門》與《英雄無敵》系列的故事為背景，但不同於以角色扮演游戏方式和以回合制策略遊戲方式遊玩的《魔法門》與《英雄無敵》系列，本作是用卡牌方式來遊玩，來自於《魔法門》和《英雄無敵》系列故事中出現的生物、建築物、事件和魔法將化成卡牌，玩家將通過各種方法在遊戲中收集這些卡牌組成牌組來和其他玩家進行對戰。

## 玩法
遊戲的戰鬥方法和英雄無敵有點相像，每個玩家都會有一個獨立的4*2共8格場地，場地上每格都可部署一隻生物和建築，生物可以在自己的戰場中移動，但生物的移動會受其類型影響，如近戰只可部署在前列，玩家在戰鬥時可使用不同的魔法或命運來輔助自己的生物，而玩家可使用的卡牌除了要支付資源外，還會受英雄的科技等級所影響，每個玩家一開始還會各自預備8張事件，開始前會混在一起成了一張獨立的牌堆，而遊戲中玩家除了可以使用自己的手牌和場上的生物外，還會從事件牌堆中抽出2張事件卡來供玩家使用，另外玩家每回合可進行一次科技升級或使用英雄技能，而遊戲的目的就是使用自己的卡牌把對方英雄的生命扣至0。

### 卡牌種類
遊戲共有五個不同種類的卡牌，為別為英雄卡、生物卡、魔法卡、命運卡及事件卡。而一套牌中同名卡不可超過4張，部分強力的卡牌還有"獨有"類別，同名的"獨有"只在套牌中放入一張。卡牌的稀有度分成普通（白色）、非凡（綠色）、稀有（藍色）和史詩（橙色）。遊戲中的卡牌除了種類外，還有分成七個種族和七個魔法派系。牌組能放入的卡牌將由英雄卡決定，所有英雄都只能使用其對應種族和中立種族的卡牌，和其能使用的魔法派系的魔法卡。

### 對戰方式
- 全卡賽制:可以使用遊戲中所有卡片的賽制。
- 週間賽制:每週都會更新，有不同卡片限制的賽制。
- 輪抽賽制:玩家從四張隨機的卡片中選一張來使用，最終組成一套完整的牌組來進行對戰的賽制。
- 標準賽制:只能使用新系列中推出的卡牌或官方容許的舊系列卡牌組成的牌組的賽制。

## 外部連結
- （简体中文）《魔法門之冠軍對決》官方网站
- （英文）《魔法門之冠軍對決》官方网站